# Landkreis Münsingen
Der Landkreis Münsingen war ein Landkreis in Baden-Württemberg, der im Zuge der Kreisreform am 1. Januar 1973 aufgelöst wurde.

## Geographie

### Lage
Der Landkreis Münsingen lag im Südosten Baden-Württembergs.
Geographisch hatte er Anteil an der Schwäbischen Alb und dessen Vorland. Die Kreisstadt Münsingen lag etwa in der Mitte des Kreises.

### Nachbarkreise
Seine Nachbarkreise waren 1972 im Uhrzeigersinn beginnend im Norden Nürtingen, Göppingen, Ulm, Ehingen, Saulgau, Sigmaringen und Reutlingen.

## Geschichte
Das Gebiet des Landkreises Münsingen gehörte schon vor 1800 überwiegend zum Herzogtum Württemberg sowie zum Kloster Zwiefalten. Daher gab es auch vor 1800 bereits das Oberamt Münsingen, das im Laufe seiner Geschichte mehrmals verändert wurde. Daneben gab es ab 1802 ein Oberamt Zwiefalten, das jedoch 1810 aufgelöst wurde. Der überwiegende Teil kam zum Oberamt Münsingen, das dann zur Landvogtei auf der Alb und ab 1818 zum Donaukreis gehörte. 1924 wurde der Donaukreis aufgelöst und 1934 wurde das Oberamt Münsingen in Kreis Münsingen umbenannt. 1938 wurde der benachbarte Kreis Urach aufgelöst. Dadurch vergrößerte sich der Kreis Münsingen um einige Gemeinden des früheren Oberamts Urach. 1945 kam der Landkreis Münsingen zum neugebildeten Land Württemberg-Hohenzollern, das 1952 im Bundesland Baden-Württemberg aufging. Von da an gehörte er zum Regierungsbezirk Südwürttemberg-Hohenzollern.
Durch die Gemeindereform der 1970er Jahre veränderte sich das Kreisgebiet in mehreren Fällen. Am 1. September 1971 wurden die Gemeinden Sirchingen und Wittlingen in die Stadt Urach (heute Bad Urach) eingegliedert und kamen dadurch zum Landkreis Reutlingen. Am 1. März 1972 wurde die Gemeinde Justingen und am 1. April 1972 die Gemeinden Hütten und Ingstetten in die Stadt Schelklingen eingegliedert und kamen dadurch zum Landkreis Ehingen.
Mit Wirkung vom 1. Januar 1973 wurde der Landkreis Münsingen aufgelöst. Der überwiegende Teil kam zum vergrößerten Landkreis Reutlingen, der damit Rechtsnachfolger des Landkreises Münsingen wurde. Die Stadt Laichingen sowie die Gemeinden Ennabeuren, Feldstetten, Gundershofen, Sondernach, Sontheim und Westerheim wurden Teil des neu gebildeten Alb-Donau-Kreises.

### Einwohnerentwicklung
Alle Einwohnerzahlen sind Volkszählungsergebnisse.
| Jahr               | Einwohner |
| ------------------ | --------- |
| 17. Mai 1939       | 33.452    |
| 13. September 1950 | 37.091    |

| Jahr         | Einwohner |
| ------------ | --------- |
| 6. Juni 1961 | 38.809    |
| 27. Mai 1970 | 42.498    |

## Politik

### Landrat
Die Oberamtmänner des ehemaligen Oberamts von 1807 bis 1938 sind unter Oberamt Münsingen dargestellt.
Die Landräte des Landkreises Münsingen von 1938 bis 1972:
- 1938–1944: Richard Alber
- 1944–1945: Georg Eisenlohr (Amtsverweser)
- 1945–1946: Richard Alber (kommissarisch)
- 1946: Willy Ritter (kommissarisch)
- 1946–1952: Hans Ritter
- 1952–1968: Erwin Schwenk
- 1968–1972: Manfred Oechsle

### Wappen
Der Landkreis Münsingen bzw. das Oberamt Münsingen hatte kein eigenes Wappen. In den Dienstsiegeln wurden lediglich die württembergischen Hirschstangen geführt. Doch wurde dies 1930 vom württembergischen Innenministerium nicht mehr gestattet. Daraufhin beantragte der Bezirksrat Münsingen bei der Stadt, das Stadtwappen Münsingens auch in den Siegeln der Amtskörperschaft führen zu können. Der Gemeinderat stimmte dem zu und so kam es auch in der Folgezeit zu keinem eigenen Wappen für den Landkreis Münsingen.

## Wirtschaft und Infrastruktur

### Verkehr
Durch das Kreisgebiet führte keine Bundesautobahn. Daher wurde er nur durch die Bundesstraßen 312 und 465 sowie durch mehrere Landes- und Kreisstraßen erschlossen.

## Gemeinden
Zum Landkreis Münsingen gehörten ab 1938 zunächst 58 Gemeinden, davon 3 Städte. 1942 wurde der Gutsbezirk Münsingen als gemeindefreies Gebiet gegründet. Das Gebiet war damals bewohnt. In ihm ging unter anderem die 1938 aufgelöste Gemeinde Gruorn auf.
Am 7. März 1968 stellte der Landtag von Baden-Württemberg die Weichen für eine Gemeindereform. Mit dem Gesetz zur Stärkung der Verwaltungskraft kleinerer Gemeinden war es möglich, dass sich kleinere Gemeinden freiwillig zu größeren Gemeinden vereinigen konnten. Den Anfang im Landkreis Münsingen machten am 1. Juli 1971 die Gemeinden Auingen, Böttingen und Dottingen, die in die Stadt Münsingen (Württemberg) eingegliedert wurden. In der Folgezeit reduzierte sich die Zahl der Gemeinden stetig, bis der Landkreis Münsingen schließlich am 1. Januar 1973 aufgelöst wurde.
Größte Gemeinde des Landkreises war die Stadt Laichingen, kleinste Gemeinde war Bichishausen.
In der Tabelle stehen die Gemeinden des Landkreises Münsingen vor der Gemeindereform. Die Einwohnerangaben beziehen sich auf die Volkszählungsergebnisse in den Jahren 1961 und 1970.
| frühere Gemeinde                                                           | heutige Gemeinde                           | heutiger Landkreis                    | Einwohner am 6. Juni 1961 | Einwohner am 27. Mai 1970 |
| -------------------------------------------------------------------------- | ------------------------------------------ | ------------------------------------- | ------------------------- | ------------------------- |
| Aichelau                                                                   | Pfronstetten                               | Reutlingen                            | 272                       | 255                       |
| Aichstetten                                                                | Pfronstetten                               | Reutlingen                            | 161                       | 148                       |
| Anhausen                                                                   | Hayingen                                   | Reutlingen                            | 186                       | 177                       |
| Apfelstetten                                                               | Münsingen                                  | Reutlingen                            | 327                       | 385                       |
| Auingen                                                                    | Münsingen                                  | Reutlingen                            | 1447                      | 1939                      |
| Bernloch                                                                   | Hohenstein                                 | Reutlingen                            | 575                       | 628                       |
| Bichishausen                                                               | Münsingen                                  | Reutlingen                            | 124                       | 140                       |
| Böhringen                                                                  | Römerstein                                 | Reutlingen                            | 1201                      | 1269                      |
| Böttingen                                                                  | Münsingen                                  | Reutlingen                            | 607                       | 639                       |
| Bremelau                                                                   | Münsingen                                  | Reutlingen                            | 391                       | 373                       |
| Buttenhausen                                                               | Münsingen                                  | Reutlingen                            | 805                       | 829                       |
| Dapfen                                                                     | Gomadingen                                 | Reutlingen                            | 760                       | 717                       |
| Donnstetten                                                                | Römerstein                                 | Reutlingen                            | 850                       | 886                       |
| Dottingen                                                                  | Münsingen                                  | Reutlingen                            | 647                       | 780                       |
| Eglingen                                                                   | Hohenstein                                 | Reutlingen                            | 365                       | 378                       |
| Ehestetten                                                                 | Hayingen                                   | Reutlingen                            | 418                       | 446                       |
| Ennabeuren                                                                 | Heroldstatt                                | Alb-Donau-Kreis                       | 833                       | 895                       |
| Feldstetten                                                                | Laichingen                                 | Alb-Donau-Kreis                       | 784                       | 844                       |
| Gächingen                                                                  | St. Johann                                 | Reutlingen                            | 581                       | 668                       |
| Gauingen                                                                   | Zwiefalten                                 | Reutlingen                            | 256                       | 253                       |
| Geisingen                                                                  | Pfronstetten                               | Reutlingen                            | 170                       | 177                       |
| Gomadingen                                                                 | Gomadingen                                 | Reutlingen                            | 924                       | 1075                      |
| Gundelfingen                                                               | Münsingen                                  | Reutlingen                            | 245                       | 252                       |
| Gundershofen                                                               | Schelklingen                               | Alb-Donau-Kreis                       | 252                       | 233                       |
| Hayingen, Stadt                                                            | Hayingen                                   | Reutlingen                            | 860                       | 1140                      |
| Hengen                                                                     | Bad Urach                                  | Reutlingen                            | 512                       | 554                       |
| Huldstetten                                                                | Pfronstetten                               | Reutlingen                            | 169                       | 172                       |
| Hundersingen                                                               | Münsingen                                  | Reutlingen                            | 410                       | 398                       |
| Hütten                                                                     | Schelklingen                               | Alb-Donau-Kreis                       | 353                       | 363                       |
| Indelhausen                                                                | Hayingen                                   | Reutlingen                            | 155                       | 172                       |
| Ingstetten                                                                 | Schelklingen                               | Alb-Donau-Kreis                       | 344                       | 375                       |
| Justingen                                                                  | Schelklingen                               | Alb-Donau-Kreis                       | 474                       | 472                       |
| Kohlstetten                                                                | Engstingen                                 | Reutlingen                            | 520                       | 624                       |
| Laichingen, Stadt                                                          | Laichingen                                 | Alb-Donau-Kreis                       | 4680                      | 5406                      |
| Lonsingen                                                                  | St. Johann                                 | Reutlingen                            | 452                       | 489                       |
| Magolsheim                                                                 | Münsingen                                  | Reutlingen                            | 396                       | 410                       |
| Mehrstetten                                                                | Mehrstetten                                | Reutlingen                            | 963                       | 1053                      |
| Meidelstetten                                                              | Hohenstein                                 | Reutlingen                            | 351                       | 378                       |
| Münsingen, Stadt                                                           | Münsingen                                  | Reutlingen                            | 3516                      | 3807                      |
| Münzdorf                                                                   | Hayingen                                   | Reutlingen                            | 194                       | 179                       |
| Oberstetten                                                                | Hohenstein                                 | Reutlingen                            | 562                       | 717                       |
| Ödenwaldstetten                                                            | Hohenstein                                 | Reutlingen                            | 470                       | 510                       |
| Pfronstetten                                                               | Pfronstetten                               | Reutlingen                            | 360                       | 392                       |
| Rietheim                                                                   | Münsingen                                  | Reutlingen                            | 450                       | 473                       |
| Seeburg                                                                    | Bad Urach                                  | Reutlingen                            | 329                       | 339                       |
| Sirchingen                                                                 | Bad Urach                                  | Reutlingen                            | 315                       | 446                       |
| Sonderbuch                                                                 | Zwiefalten                                 | Reutlingen                            | 244                       | 190                       |
| Sondernach                                                                 | Schelklingen                               | Alb-Donau-Kreis                       | 176                       | 175                       |
| Sontheim                                                                   | Heroldstatt                                | Alb-Donau-Kreis                       | 797                       | 949                       |
| Steingebronn                                                               | Gomadingen                                 | Reutlingen                            | 157                       | 162                       |
| Tigerfeld                                                                  | Pfronstetten                               | Reutlingen                            | 244                       | 220                       |
| Trailfingen                                                                | Münsingen                                  | Reutlingen                            | 462                       | 471                       |
| Upfingen                                                                   | St. Johann                                 | Reutlingen                            | 630                       | 648                       |
| Westerheim                                                                 | Westerheim                                 | Alb-Donau-Kreis                       | 1492                      | 1810                      |
| Wilsingen                                                                  | Trochtelfingen                             | Reutlingen                            | 321                       | 308                       |
| Wittlingen                                                                 | Bad Urach                                  | Reutlingen                            | 717                       | 722                       |
| Zainingen                                                                  | Römerstein                                 | Reutlingen                            | 1023                      | 1043                      |
| Zwiefalten                                                                 | Zwiefalten                                 | Reutlingen                            | 2234                      | 2283                      |
| Gutsbezirk Münsingen (ab 1942, u. a. mit der aufgegebenen Gemeinde Gruorn) | Gutsbezirk Münsingen Heroldstatt Münsingen | Reutlingen Alb-Donau-Kreis Reutlingen | 296                       | 262                       |

## Kfz-Kennzeichen
Am 1. Juli 1956 wurde dem Landkreis bei der Einführung der bis heute gültigen Kfz-Kennzeichen das Unterscheidungszeichen MÜN zugewiesen. Es wurde bis zum 31. Dezember 1972 ausgegeben.